# Pentax

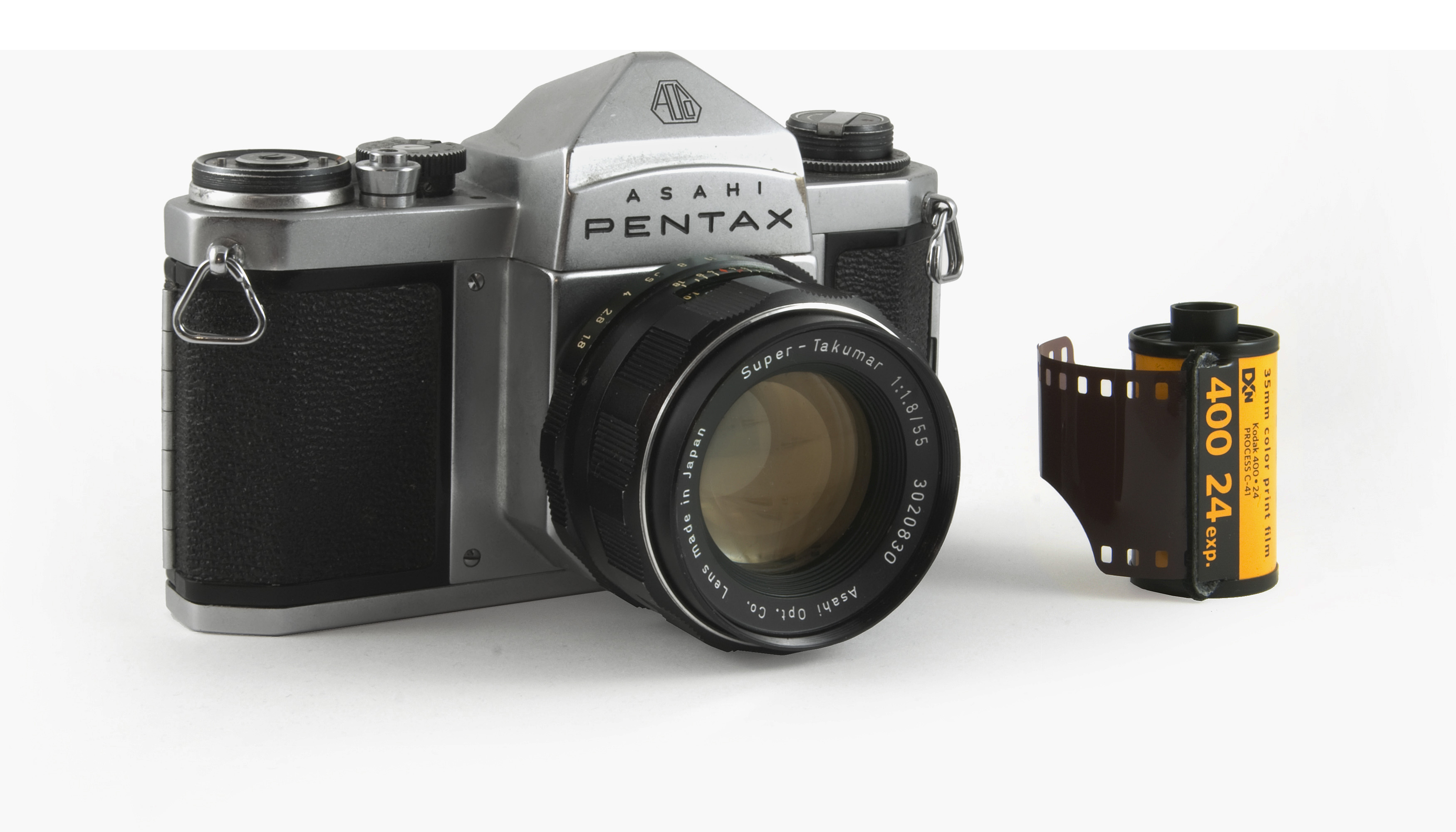
Pentax S3 avec objectif Super-Takumar 55 mm f/1.8

Pentax est un fabricant japonais d'appareils photographiques — historiquement argentiques puis numériques —, d'objectifs, d'appareillages optiques ainsi que de produits adaptés à la vidéosurveillance et la vision industrielle.
La marque Pentax est actuellement partagée par trois groupes industriels : Seiko (depuis 2004), Hoya Corporation (depuis 2008) et Ricoh (depuis 2011).
- Pentax Vision devient Seiko Optical. Elle fabrique des verres correcteurs vendus sous les marques Seiko et Pentax.
- Pentax Medical est une division de Hoya. Elle fabrique des endoscopes médicaux vendus sous la marque Pentax Medical.
- Les activités photographiques de Pentax et Ricoh sont regroupées dans la filiale Ricoh Imaging Company. Les produits sont vendus sous les marques Ricoh et Pentax.

Fondé en 1919 sous le nom d'Asahi Optical Joint Stock Co., Pentax est devenu en 2008 une division à part entière de Hoya, fabricant japonais de verres optiques. En juillet 2011, Hoya et Ricoh conviennent de la vente de la branche Pentax Imaging Systems Business au 1er octobre 2011, la branche Pentax Medical restant dans le groupe Hoya.
Pentax a reçu de nombreux prix, dont les prix européens Technical Image Press Association (TIPA) et European Imaging and Sound Association (EISA).
Pentax est étroitement lié à la monture K créée en 1971 et utilisée pour la première fois sur les appareils reflex de la marque en 1975. Cette monture K, dans sa première définition, a été voulue « universelle ». Elle est adoptée par Ricoh, Chinon, Cosina, Vivitar, Voigtlander et plus tard Zenit. Avant cela, les appareils 24x36 Pentax utilisaient comme beaucoup d'autres marques la monture M42 vissante.

## Historique
Asahi Kogaku Goshi Kaisha est créée en novembre 1919 par Kumao Kajiwara, elle fabrique alors des verres pour lunettes de vue. En 1923, elle commence à se diversifier en produisant des lentilles puis des objectifs pour des projecteurs de cinéma.
Dès 1932, elle fabrique des lentilles pour les appareils photographiques de Molta (devenu Minolta) puis, en 1933, de Konishiroku (devenu Konica).
En 1938, la société change son nom pour Asahi Optical Co., Ltd. (旭光学工業株式会社, Asahi Kōgaku Kōgyō Kabushiki-Gaisha). Elle produit des optiques pour appareils photographiques. Lorsque la Seconde Guerre mondiale éclate, Asahi Optical dévoue une part importante de sa production à remplir des contrats militaires pour la fourniture d'instruments optiques de pointe.
À la fin de la guerre, Asahi Optical, dissoute par les forces occupantes, est autorisée à se reformer en 1948. L'entreprise reprend ainsi ses activités antérieures à la guerre, produisant jumelles et optiques pour appareils photo pour Chiyoda Kōgaku Seikō (Minolta) et Konishiroku (Konica).
En 1951, Asahi Optical conçoit son premier appareil photo, le Asahiflex (le tout premier reflex argentique japonais utilisant un film 35 mm).
La société est connue principalement pour ses produits photo, lesquels sont exportés aux États-Unis à partir des années 1950 jusque dans le milieu des années 1970 par la société Honeywell Corporation sous la marque Honeywell Pentax plutôt qu'Asahi Pentax, le nom sous lequel la marque est distribuée partout ailleurs dans le monde.
En 1954, à l'occasion de la sortie du Asahiflex II, Asahi conçoit une pièce qui restera importante pour les reflex d'aujourd'hui, le miroir à retour rapide.
En 1957, Asahi dote son reflex d'un nouveau dispositif ergonomique qui restera un symbole des reflex argentiques : le levier d'armement activable par le pouce avec le Asahi Pentax doté d'un pentaprisme.
En 1960, Asahi invente le concept TTL, la mesure de l'exposition à travers l'objectif, et le présente à la Photokina cette même année.
En 1964, Asahi implémente le TTL dans le Spotmatic.

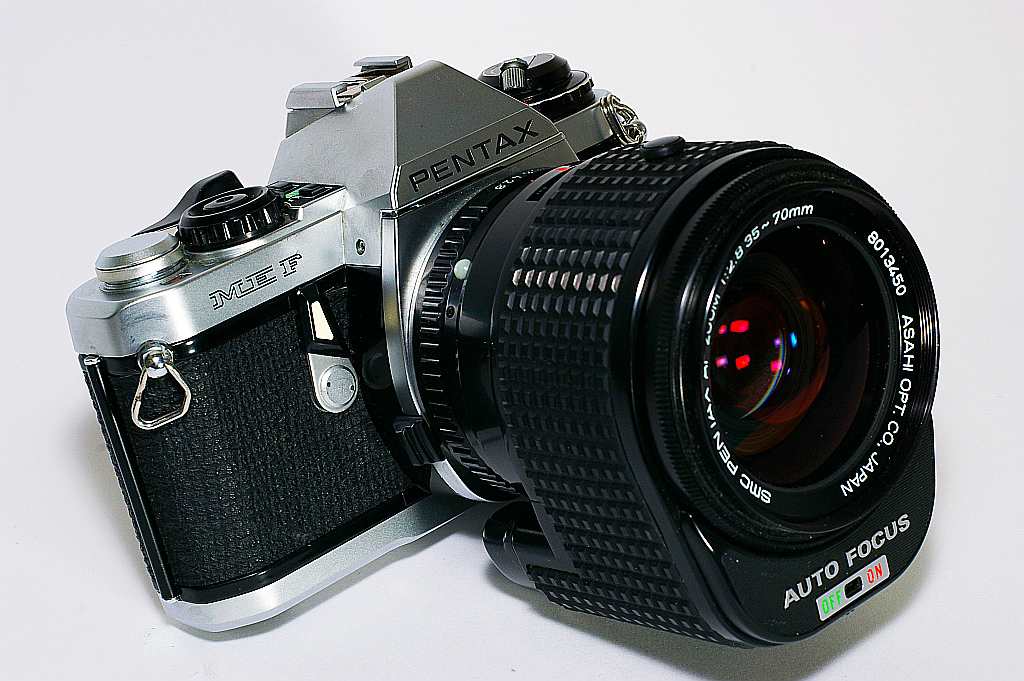
Pentax ME-F avec objectif Pentax AF Zoom 35-70 mm f/2.8

En 1969, Asahi produit son premier moyen-format, le Pentax 67.
En 1971, Asahi installe dans le Asahi Pentax ES, la toute première mesure automatique de l'exposition TTL.
En 1975, Sur les reflex de la marque, la monture à baïonnette K remplace la monture à vis M42.
En 1981, Le Pentax ME-F est le premier reflex à proposer la mise au point automatique, l'autofocus. L'objectif 'Pentax AF Zoom 35-70mm f/2.8' intègre la motorisation ainsi que 4 piles AAA.
En 1987, Asahi présente le Pentax SFX, le premier reflex à flash intégré et doté d'un autofocus sans alimentation incorporée à l'objectif.
En 1997, le Pentax 645N est le premier moyen-format à disposer d'objectifs interchangeables autofocus.
En 2002, c'est au tour de l'entreprise d'adopter le nom de Pentax Corporation. Elle devient une des plus grandes entreprises mondiales dans le domaine de l'optique, produisant appareils photo, jumelles, objectifs photographiques, ainsi qu'une variété d'autres instruments optiques.
Le 1er janvier 2004, Pentax Corp. revend sa division Pentax Vision qui produit des verres correcteurs, au groupe SEIKO (en). Pentax Vision devient une division de Seiko Optical.
En 2004, Pentax comptait environ 6 000 employés.
Le 6 août 2006, le groupe Hoya lance une OPA amicale envers Pentax et en acquiert 90,59 %.
Le 29 octobre 2007, Hoya et Pentax annoncent que les effectifs de Pentax seront fusionnés avec ceux de Hoya, et que la société Pentax cessera d'exister en tant que telle.
Le 31 mars 2008, Hoya ferme l'usine Pentax à Tokyo et la production est déplacée en grande partie en Asie du Sud-Est. Tous les objectifs DA*, DA et D-FA sont produits au Viêt Nam tandis que les boitiers sont fabriqués aux Philippines.
Tokina, une autre division de Hoya, a collaboré avec Pentax pour la conception d'objectifs. De cette collaboration sont nés respectivement dans les deux marques les objectifs 12-24 mm f/4.0, 16-50 mm f/2.8, 50-135 mm f/2.8, 10-17 mm f/3.5-4.5 fisheye, 100 mm f/2,8 macro et 35 mm f/2.8 macro.
Le 1er juillet 2011, le groupe Hoya annonce l'intention de revendre à Ricoh la division Pentax Imaging Systems Business, le département photo de Pentax, le département médical restant dans le groupe Hoya. Mieux connu pour sa production d'imprimantes et de photocopieurs, Ricoh a un passé de constructeur de Reflex. À cette époque, Ricoh est l'un des premiers constructeur à adopter la monture K. Aujourd'hui Ricoh a gardé une petite activité photographique notamment en compact « expert ».
Le 1er octobre 2011, Ricoh annonce la création de la filiale Pentax Ricoh Imaging Company, Ltd. dont la branche française (Pentax Ricoh Imaging France S.A.S).
Le 9 février 2012, la société mère Ricoh annonce au CP+ (Camera & Photo Imaging Show, Tokyo) une réorganisation de toutes les divisions d'imagerie du groupe, y compris la division des appareils photo Ricoh, pour les mettre sous la direction de la nouvelle entité Pentax Ricoh Imaging.
L'année 2012 marque un tournant technique avec la proposition par plusieurs constructeurs de l'abandon du filtre passe-bas. À partir de janvier, Fujifilm présente le X-Pro1 équipé d'un capteur APS-C sans filtre passe-bas, une tendance probablement empruntée à Leica qui avait choisi en 2006 de ne pas incorporer de filtres passe-bas à ses boitiers numériques. En février, c'est au tour de Nikon d'annoncer son D800e à capteur Plein Format/Full Frame sans filtre passe-bas. En octobre, à son tour, Pentax présente son K-5 IIs équipé d'un capteur APS-C sans filtre passe-bas.
Cette innovation permet d'augmenter la précision du capteur et donne accès à un plus grand niveau de détail au détriment du moiré mais les progrès électroniques et informatiques permettent de largement limiter cet inconvénient.
Le 1er août 2013, la société prend le nom de Ricoh Imaging Company.

## Prix remportés par Pentax

### Technical Image Press Association (TIPA)[4]
- 2016 Best Full-Frame DSLR Expert : Pentax K-1
- 2014 Digital SLR Expert : Pentax K-3
- 2012 Rugged Compact Camera : Pentax Optio WG-2
- 2011 Digital SLR Professional : Pentax 645D
- 2010 Digital SLR Entry Level : Pentax K-x
- 2007 Digital SLR Expert : Pentax K10D
- 2003 35 mm SLR Camera : Pentax *ist
- 2001 35 mm Compact Camera : Pentax Espio 120SW

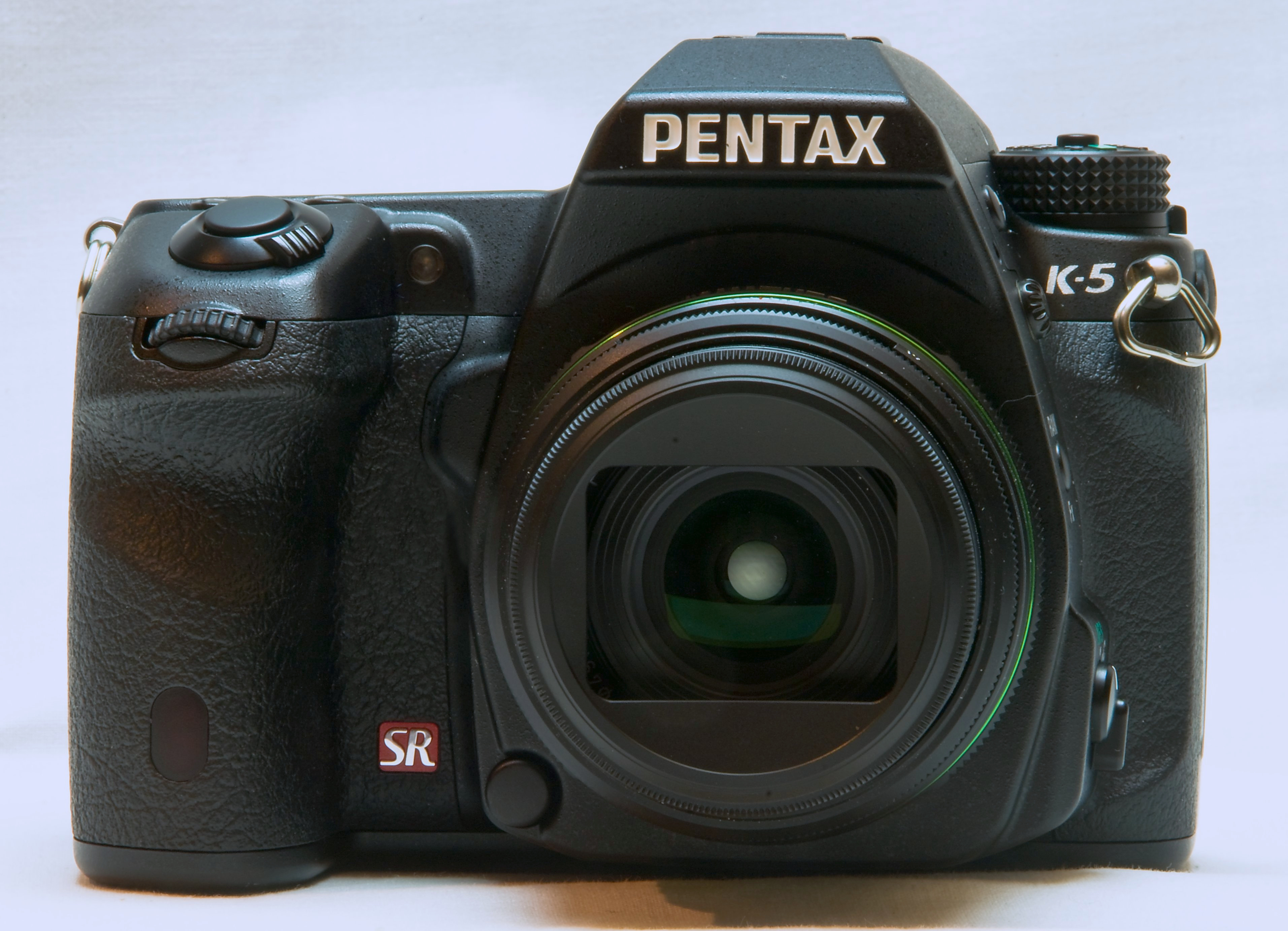
Pentax K-5 (Photokina Star 2010) avec objectif Pentax DA 21 mm f/3.2 AL Limited

- 1998 35 mm Compact Camera : Pentax Espio 200
- 1998 Professional Camera : Pentax 645n AF
- 1996 35 mm SLR Camera : Pentax MZ-5
- 1996 35 mm Compact Camera : Pentax Espio 115 M
- 1993 35 mm Compact Camera : Pentax Espio 115

### Photokina
- 2010 Photokina Star : Pentax K-5

### Camera Grand Prix Japan[5]
- 2011 Camera of The Year : Pentax 645D
- 2007 Camera of The Year : Pentax K10D
- 1998 Camera of The Year : Pentax 645N
- 1992 Camera of The Year : Pentax Z-1 (PZ-1)

### European Imaging and Sound Association (EISA)[6]
- 2014-2015 Advanced DSLR Camera : Pentax K-3
- 2011-2012 Professional Camera : Pentax 645D
- 2007-2008 Camera : Pentax K10D
- 1998-1999 Professional Camera : Pentax 645 N System
- 1996-1997 Camera : Pentax MZ-5
- 1993-1994 Compact Camera : Pentax Espio 115
- 1992-1993 Zoom Camera : Pentax Zoom 90WR
- 1990-1991 Compact Camera : Pentax Zoom 105
- 1987-1988 Compact Camera : Pentax Zoom 70
- 1983-1984 Camera : Pentax A1 Super (Pentax Super A)

## Appareils photographiques Pentax
En tant que concepteur d'appareils photo, Pentax se distingue par trois aspects : l'ergonomie, l'innovation et l'amélioration constante de leurs appareils.
Ce dernier point permet une classification des appareils dans différentes séries.
L'ergonomie est surtout visible par la compacité des appareils et l'adoption très tôt de différents automatismes (présélection du diaphragme, intégration du posemètre, accroche du film, etc.).